# Seznam nemških tenisačev
Seznam nemških tenisačev.

## A
- Maximilian Abel
- Daniel Altmaier
- Carsten Arriens

## B
- Meike Babel
- Matthias Bachinger
- Kristina Barrois
- Mona Barthel
- Andreas Beck
- Annika Beck
- Benjamin Becker
- Boris Becker
- Andre Begemann
- Michael Berrer
- Dominik Böhler
- Daniel Brands
- Dustin Brown
- Jaan-Frederik Brunken
- Bettina Bunge
- Wilhelm Bungert

## C
- Jan Choinski

## E
- Katja Ebbinghaus
- Daniel Elsner
- Peter Elter
- Martin Emmrich
- Jil Nora Engelmann

## F
- Jürgen Fassbender
- Anna-Lena Friedsam

## G
- Nicola Geuer
- Kurt Gies
- Marc-Kevin Goellner
- Peter Gojowczyk
- Julia Görges
- Steffi Graf
- Kim Grajdek
- Simon Greul
- Anna-Lena Grönefeld

## H
- Tommy Haas
- Yannick Hanfmann
- Sylvia Hanika
- Johannes Härteis
- Vanessa Henke
- Katharina Hering
- Katharina Hobgarski
- Lena-Marie Hofmann
- Anke Huber

## J
- Gustav Jaenecke

## K
- Tobias Kamke
- Christopher Kas
- Angelique Kerber
- Angela Kerek
- Robin Kern
- Nicolas Kiefer
- Dieter Kindlmann
- Bastian Knittel
- Claudia Kohde-Kilsch
- Michael Kohlmann
- Philipp Kohlschreiber
- Dominik Köpfer
- Tamara Korpatsch
- Kevin Krawietz
- Gero Kretschmer
- Magdalena Kučerová

## L
- Nils Langer
- Sabine Lisicki
- Antonia Lottner

## M
- Yannick Maden
- Tatjana Maria
- Maximilian Marterer
- Philipp Marx
- Helga Niessen Masthoff
- Daniel Masur
- Florian Mayer
- Dominik Meffert
- Karl Meiler
- Rudolf Molleker
- Mats Moraing
- Frank Moser
- Alexander Mronz

## N
- Nora Niedmers
- Jule Niemeier

## O
- Oscar Otte

## P
- Korina Perkovic
- Andrea Petkovic
- Philipp Petzschner
- Eva Pfaff
- Dinah Pfizenmaier
- Björn Phau
- Hans-Jürgen Pohmann
- Lisa Ponomar
- Torsten Popp
- Wiltrud Probst
- Tim Puetz

## R
- Julian Reister
- Udo Riglewski
- Barbara Rittner

## S
- Alexander Satschko
- Anne Schäfer
- Lara Schmidt
- Rainer Schuettler
- Nastasja Schunk
- Christina Shakovets
- Laura Siegemund
- Simon Stadler
- Franz Stauder
- Cedrik-Marcel Stebe
- Carl-Uwe Steeb
- Michael Stich
- Jan-Lennard Struff

## T
- Peter Torebko

## U
- Caroline Übelhör

## W
- Elena Wagner
- Nikolas Walterscheid-Tukic
- Alexander Waske
- Marlene Weingärtner
- Scarlett Werner
- Carina Witthöft
- Jasmin Wöhr
- Kathrin Wörle

## Z
- Anna Zaja
- Nina Zander
- Alexander Zverev
- Mischa Zverev